# Meromyza reclinans
Meromyza reclinans är en tvåvingeart som beskrevs av Becker 1914. Meromyza reclinans ingår i släktet Meromyza och familjen fritflugor. Inga underarter finns listade i Catalogue of Life.